# ティトゥス・クィンクティウス・クリスピヌス
ティトゥス・クィンクティウス・クリスピヌス（ラテン語: Titus Quinctius Crispinus、- 紀元前208年）は紀元前3世紀後期の共和政ローマの政務官。紀元前208年に執政官（コンスル）を務めた。

## 出自
クリスピヌスはパトリキ（貴族）であるクィンクティウス氏族の出身である。クィンクティウス氏族は王政時代から活躍し、紀元前471年にはティトゥス・クィンクティウス・カピトリヌス・バルバトゥスが氏族としては初めて執政官となっている。クリスピヌスの父も祖父もプラエノーメン（第一名、個人名）はルキウスであるが、それ以外は不明である。但し、父ルキウスはティトゥス・クィンクティウス・フラミニヌスの祖父である可能性があり、その場合はクリスピヌスはフラミニヌスの叔父ということになる。

## 経歴
クリスピヌスは第二次ポエニ戦争中に、「ローマの剣」と呼ばれたマルクス・クラウディウス・マルケッルスの下で昇進を開始した。彼が歴史に最初に登場するのは紀元前213年のことで、マルケッルスのレガトゥス（軍団副官）を務めた。その時点ですでに、クリスピヌスは年長で経験ある士官であった。シキリアにおいて、マルケッルスはアッピウス・クラウディウス・プルケルに代わって艦隊の指揮を執らせ、またシュラクサイを包囲する軍の一つの指揮も委ねた。現代の研究者は、これ以前にもクリスピヌスはマルケッルスの指揮下で戦った経験があったと考えている。その後、クリスピヌスはシュラクサイ支援に派遣されたカルタゴ軍を撃退することに成功している。
紀元前212年、クリスピヌスはイタリアに戻った可能性がある。ティトゥス・リウィウスは、ティトゥス・クィンクティウス・クリスピヌスという人物がプルケルの軍の一員として、カプア近くでカルタゴに加担したカンパニア兵と戦い、これに勝利したとする。この人物が紀元前208年の執政官と同一人物であるか否かに関しては議論がある。
紀元前209年、クリスピヌスは法務官に就任。マルケッルスの盟友であるクィントゥス・フルウィウス・フラックスが選挙を管理するために独裁官に選ばれたことが、彼の当選に大きな影響を与えた（フラックス自身も執政官に選出されている）。クリスピヌスはカプアの軍の指揮を執った。しかし、カプアでの彼の行動に関しては不明である。
その年の末に実施された執政官選挙では、クリスピヌスはマルケッルスと共に当選した（この年の選挙もフラックスが管理している）。クリスピヌスは軍を率いてルカニア（現在のバジリカータ州とカラブリア州）に侵攻し、ロクリを包囲した。しかし、ハンニバルの軍が接近すると、包囲を解いてアプリア（現在のプッリャ州）でマルケッルスと合流した。アプリアで両執政官はハンニバルとの決戦を意図したが、しかしハンニバルはこれを避け、ローマ軍に待ち伏せ攻撃をかけようとした。執政官が自ら騎兵を率いて偵察に出た際に、ハンニバルはこれを待ち受けて攻撃した。マルケッルスは戦死、クリスピヌスも投槍を2本受けて重傷を負ったが、何とか脱出することができた。しかしローマには戻れず、クリスピヌスはティトゥス・マンリウス・トルクァトゥスを独裁官に指名して、年末の選挙を管理させた。その後直ぐに、クリスピヌスは戦傷がもとで死亡した。ある資料では、クリスピヌスが死亡したのはタレントゥム（現在のターラント）であるとし、別の資料はカンパニアであったとする。二人の執政官が共に戦死したのは、ローマの歴史上初めてのことであった。

## 参考資料

### 古代の資料
- カピトリヌスのファスティ
- ティトゥス・リウィウス『ローマ建国史』

### 研究書
- Rodionov E. "Punic Wars" - St. Petersburg. : SPbGU, 2005. - 626 p. - ISBN 5-288-03650-0 .
- Broughton R. "Magistrates of the Roman Republic" - New York, 1951. - Vol. I. - P. 600.
- Gundel H. "Quinctius" // RE. - 1963. - T. XXIV, 1 . - P. 987-997 .
- Gundel H. "Quinctius 38" // RE. - 1963. - T. XXIV, 1 . - P. 1035-1038 .